# جبهة تحرير كيبيك
جبهة تحرير كيبيك، كان تنظيم سياسي كندي راديكالي انفصالي ماركسي لينيني ، وهي مجموعة شبه عسكرية. يتكون التنظيم من السكان الناطقين بالفرنسية في إقليم كيبيك. تأسس عام 1963 بهدف تحقيق انفصال كيبيك عن بقية الدولة الكندية. نفذت الجبهة عدة هجمات بين عامي 1963 و1970، والتي بلغ مجموعها 160 حادث عنف وأسفر عن مقتل ثمانية أشخاص وجرح العديد من الأشخاص. توجت هذه الهجمات بتفجير بورصة مونتريال في عام 1969، وأزمة أكتوبر في عام 1970، والتي بدأت بخطف المفوض التجاري البريطاني جيمس كروس. وفي المفاوضات اللاحقة، خُطِف وزير العمل في كيبيك بيير لابورت وقتل. وأدى ذلك إلى تضيق الخناق على الجبهة من قبل الحكومة الفدرالية، ما أدى إلى تلاشي الحركة وقد طلب عدد من أعضائها اللجوء في كوبا.